# Urriés
Urriés è un comune spagnolo di 75 abitanti situato nella comunità autonoma dell'Aragona.